# 国道2号線 (アメリカ合衆国)
国道2号線（こくどう2ごうせん、U.S. Route 2）は、アメリカ合衆国の東西を結ぶ国道であり、合衆国本土の北の国境に沿って走っている。州間高速道路網の整備以前から2つに分断されているが、カナダ側の道路を経由して連絡することが可能である。